# 赤坂プレスセンター
赤坂プレスセンター（あかさかプレスセンター、英語: Akasaka Press Center）は、東京都港区六本木にある在日米軍基地。ハーディー・バラックス (Hardy Barracks) とも称される。
東京都区部にあるアメリカ軍基地の一つで、在日米陸軍が管理している。前身は旧日本陸軍歩兵第3連隊の駐屯地で、現在は星条旗新聞などの事務所、宿泊施設、ヘリポートとして使用され、大統領など来日する米政府要人の移動拠点としての役割も担っている。占有面積は3万1670平米。

## 概要
現在、東京都内に残る7か所の在日米軍基地の一つ。元は「麻布三連隊」こと陸軍歩兵第3連隊の敷地で、戦後、連合国最高司令官総司令部（GHQ）に接収され、ハーディー・バラックスと称されている。名は1950年（昭和25年）7月1日、朝鮮戦争で任務行動中に航空機事故で戦死した20名の中の一人であるエルマー・ハーディー伍長に由来する。
現在、敷地内にはヘリポートやガレージ、宿泊施設「ハーディー・バラックス」、米軍準機関紙「星条旗新聞」(Stars and Stripes) のほか、米陸軍国際技術センター・太平洋 (International Technology Center-Pacific) 、米海軍グローバルアジア研究所 (ONRG-Asia) 、米空軍アジア宇宙産業開発事務所 (AOARD)など陸海空軍の最先端技術研究局（シンクタンク）のアジア出張事務所が設けられている。
シンクタンクには10数名の研究者が勤務している。勤務する研究者は日本人もおり、アジア各国の学会に参加して、軍事に転用可能な民間研究に資金を提供するなど、情報収集のアジア拠点として利用されている。
敷地内の南東隅に、鉄筋コンクリート6階建ての宿泊施設「ハーディー・バラックス」（バラックス=兵舎）がある。アメリカ軍関係者の紹介で日本人も宿泊できる。基地内の建物の建築費や光熱費は、日本の思いやり予算で賄われており、宿泊費も1泊15から25米ドルと安価に設定されている。
2024年現在、在日アメリカ軍内部では横田基地に置かれている司令部を東京都心部に移転させる構想が存在しており、赤坂プレスセンターは有力候補地に挙がっているが、後述するように東京都が敷地の全面返還を求めている地域であるため、早期の実現には疑問符もついている。

## 沿革
- 1889年（明治22年）1月 - 旧陸軍歩兵第3連隊が麻布台に駐屯を開始
- 1936年（昭和11年）2月26日 - 二・二六事件発生、歩兵第3連隊から叛乱部隊の過半数に当たる900名以上の下士官兵が参加
- 1936年（昭和11年）5月 - 歩兵第3連隊の主力が中国東北部（満州）に派遣
- 1939年（昭和14年）8月 - 近衛歩兵第5連隊編成
- 1943年（昭和18年）5月 - 近衛歩兵第7連隊編成
- 1945年（昭和20年）8月 - 敗戦に伴い、連合国軍最高司令官総司令部（GHQ）により接収
- 1958年（昭和33年）12月 - 赤坂プレスセンター以外の敷地接収解除
- 1984年（昭和59年） - トンネル工事に伴い、青山公園の南側にヘリポートを暫定的に移設
- 1993年（平成05年） - トンネル工事終了後もヘリポート用地を占有
- 2007年（平成19年）4月 - ヘリポート用地の返却を断念し、代替地の返却で合意
- 2008年（平成20年）4月 - 都が救急患者を島嶼部から都心の医療機関への搬送中継拠点として使用を開始
- 2011年（平成23年）7月 - 代替地が返還
- 2019年（平成31年）2月 - 港区が防衛相と都に基地返還を要求[11]

## 所在地
〒106-0032 東京都港区六本木7-23-17
- 赤坂プレスセンター入口（2020年撮影）
- 入口
- 事務所棟（2012年撮影）
- 宿泊施設(2012年撮影)

### 交通
- 東京メトロ千代田線乃木坂駅 出口すぐ[12]

## ヘリポート
赤坂プレスセンターに併設されるヘリポートは、港区赤坂1丁目の駐日アメリカ大使館まで直線距離で1.7キロメートルに位置していることから、横田基地や厚木基地の間で一日数便の定期ヘリコプターが運用されており、アメリカの軍人や政府高官は、横田基地から本施設を経由して大使館などへ向かっている。また、港区南麻布にある在日米軍の宿泊施設「ニュー山王ホテル」へ要人を運ぶ経由地としても活用されている。ドナルド・トランプ大統領が来日した際も移動拠点として使用された。
東京都、港区、港区議会はヘリポートの撤去を防衛省に要請しているが、防衛省は「在日米軍にとって都心で唯一、ヘリコプターによる迅速な要人等の輸送が可能な施設であり、現時点での返還は困難」「運用にあたっては周辺住民への影響が最小限になるよう、今後とも米側に働きかけを続ける」と返答している。

### 防災計画上のヘリポート
2007年1月12日に石原慎太郎都知事は、災害時の救援物資搬送などで東京都も米軍ヘリポートを共同使用する事を確認し、以降は東京都の総合防災訓練や島嶼部から救急患者を都心の医療機関へ搬送する中継拠点として使用している。

## 用地未返却問題

### 環状3号線の建設工事による移転
1985年（昭和60年）までのヘリポートは現在より狭かった。1990年（平成2年）にヘリポートの地下で環状3号線六本木トンネルの工事が行われ、工事中はヘリポートが使用不可となることから、東京都が工事期間中の代替用地として青山公園の一部を提供して暫定的に移設した。移設工事に際して在日米軍・東京防衛施設局・東京都は、道路工事終了後に提供地を返還して原状回復する協定を結んだ。

### 拡大されたヘリポート
しかし、六本木トンネルの建設工事が1993年（平成5年）に完成したのちも、在日米軍は移設地のヘリポートが周囲に高層建築物が少なく安全運航に適しているなどと主張して、青山公園の代替地の返却に応じなかった。更に工事終了後は旧来ヘリポートと占有した代替用地も合わせて使うようになりヘリポートは道路工事前よりも実質で1,000平方メートル (m2) 拡大された。東京都は原状回復と返却を13年間近くアメリカ側に求めたが、アメリカ側は東京都の要求に応じなかった。

### 東京都の譲歩
2007年（平成19年）、東京都はヘリポート占有地の代替として、施設北側の隅地などの不使用地を東京都に返還する案をアメリカ側に提案し、2008年（平成20年）年末にアメリカ側も了承して合意した。
なお、東京都は「敷地の全面返還」を求めており、代替地の返却も全面返還に向けての暫定措置としている。代替地は施設北側の4,700m2で2010年（平成22年）中の引き渡しを求めていたが、敷地内の給油所や街灯を移設する工事が遅れ、早くても2011年（平成23年）にずれ込んだ。
日米地位協定によりアメリカ側に返還する土地の原状回復義務はなく、諸費用の1億円は全て日本国政府が負担し、敷地に残された旧給油所の撤去作業等にも追加費用を要した。代替地として返還されたプレスセンター北側の敷地は、2007年に開業した国立新美術館と環状3号線の間の狭隘地でいわゆる「死に地」であり、返還後も緑地帯とされるにとどまった。
アメリカ軍から見れば、基地の片隅の不要地を手放すことで、隣接する青山公園の一部を取得し、ヘリポートを1.5倍以上に拡大することを、費用負担なしで成し遂げる形となった。
- ブラックホークから降り立つ国防長官チャック・ヘーゲル（2014年）
- ヘリポート（2019年撮影）※基地北側の敷地(写真右上隅の細長い緑地)は代替地として2011年に返還
- ヘリポート
- 六本木トンネル(下側）とヘリポート(トンネル上の敷地）
- 代替地として2011年に返還された基地北側の敷地 (写真左下隅の細長い緑地)。中央の建造物は国立新美術館、左端の道路は都道319号・環状3号線。
- 環状3号線建設に伴う移設前のヘリポートの空中写真（1979年）。現在よりもやや東に位置していた。

## 反対運動
赤坂プレスセンターは東京都心の六本木の一等地に位置しており、東京都は敷地の全面返還を求めている。また、付属のヘリポートは、ヘリコプターの騒音問題や事故発生の不安も根強く、基地反対派の政党や市民団体などで構成する「麻布米軍ヘリ基地撤去実行委員会」を中心に反対運動が行われている。
- 1993年（平成5年）1月、横田基地から赤坂プレスセンターへ向かっていたヘリコプターが杉並区内の中学校校庭に不時着した[9]。
- 米軍機は日米地位協定により航空法が定める最低高度規制に従う義務がなく、ヘリコプターが学校や幼稚園を含む近隣エリアを超低空で飛行することもある[19]。CH-47など大型ヘリコプターが運用されることもあり、騒音も大きいとされる[3]。
- ｢麻布米軍ヘリ基地撤去実行委員会｣は、隣接する都立青山公園で毎年4月18日に集会を行っている（2015年時点で累計48回）[3][19]。
- 1996年（平成7年）に地域住民は、時の東京都知事青島幸男が在日米軍及び日本国政府に当施設の返還請求措置をしない事で「違法性確認」を求める住民訴訟を起こしたが[2]、1998年（平成10年）7月に東京地方裁判所は訴えを却下した。
- 2015年（平成27年）9月1日の東京都と立川市の合同総合防災訓練で、航空自衛隊のヘリコプターが搬送訓練に初参加したが、港区長は基地の恒久利用につながりかねないとして、基地撤去への協力を要請する要望書を当時の舛添要一東京都知事に渡した[5][20]。
- 2019年（平成31年）2月6日に港区の武井雅昭区長と区議は、防衛相と都に「赤坂プレスセンター」の早期撤退と返還を求める要請書を提出した。区は2004年（平成16年）から要請を続けており、防衛省に騒音被害と事故発生の不安より基地の早期返還を、都に緊急搬送ヘリポートの使用による基地の恒久使用や機能拡大につながらないよう求めた[11]。
- 2023年6月15日、赤坂プレスセンターから横田基地へ向かっていたUH-1ヘリコプターが調布市にある調布飛行場に緊急着陸した[21]。

## 特記事項
- 基地職員の定期健康診断は北関東防衛局横田防衛事務所が管理し、一般入札で民間医療機関が実施している[22]。
- 基地内施設の建築物は、防衛省北関東防衛局が発注して日本国内の建設業者に委託している[23][24]。
- 基地研究室に勤務していた亀田純博士（アメリカ海軍研究局勤務）の仲介で[9]、金沢工業大学宮野靖教授が研究するカーボン繊維複合材の耐久性調査研究に、アメリカ海軍が45万ドルを拠出している[9]。

## 近隣施設
全て東京都港区。
- 六本木ヒルズ 六本木6丁目
- 東京ミッドタウン 赤坂9-7ほか
- 国立新美術館 六本木7-22
- 政策研究大学院大学 六本木7